# 442P/McNaught
442P/McNaught è una cometa periodica, la 66ª scoperta dall'astronomo Robert H. McNaught. Può avere incontri ravvicinati col pianeta Giove come quelli del maggio 2002, settembre 1990 e marzo 1816: tali incontri provocano perturbazioni, anche notevoli, all'orbita della cometa.